# Clara Salander
Clara Matilda Salander, född 26 mars 1922 i Åbo, Finland, död 20 juni 2025 i Gävle var en svensk textilkonstnär, målare, tecknare och grafiker bosatt i Gävle.
Hon var dotter till justitierådmamnen Harald Clara Nordfors och Ester Kyrklund. Hon studerade grafik vid Centralskolan för konstflit i Helsingfors 1943–1946. Hon reste som 25-åring till USA där hon studerade modeteckning vid Pratt Institute i New York samt design och måleri vid Cranbrook Academy of Art 1947–1948 samt deltog i en textilkonstkurs vid Textilinstitutet i Borås 1951–1952. För Textilinstitutet utförde hon en större väggmålning i oljetempera som med målade figurer beskriver klädedräktens historia under 1800-talet.
Åren 1956–1966 var Salander anställd som textilkonstnär på Västerbottens läns Hemslöjdsförening och flyttade i mitten av 1960-talet till Robertsfors som en del i kommunens kultursatsning. I Robertsfors arbetade hon tillsammans med Robertsfors musiksällskap, för vilka hon skapade scenkläder, affischer och teaterprogram.
Salander har medverkat i utställningar i USA, Stockholm, Umeå och Robertsfors. Bland hennes offentliga arbeten märks ett antal väggmålningar och mattor för offentliga lokaler, textilt broderi för hotell, lasarett och landsting. Hennes konst består huvudsakligen av textil konst men hon utförde även arbeten i akvarell, gouache, olja, träsnitt och metall. Som illustratör har hon illustrerat Bertil Torekulls Livet var en dröm på Brantevik, tankar tänkta på ett fiskeläge och Marianne Aspelins Gumman och hartassen, saga från Finland samt Anita Blomqvists Hur Umeå blev björkarnas stad och illustrationsbilder för Västerbottens-Kuriren. Hon utgav diktsamlingen Diktat och tecknat, Clara Salander 1999. Salander finns representerad vid Västerbottens museum, Umeå universitet och i ett flertal landsting.

## Publikationer i urval
- Nilson, Irja; Salander Clara (1991). Vackersången: "det hände på tjugotalet" : en barnsaga för vuxna. Bjästa: CeWe-förl. Libris 7647093. ISBN 91-7542-189-5
- Lycke, Erik; Salander Clara (1997). Min vän Marcus Tullius. Stockholm: Atlantis. Libris 7644512. ISBN 91-7486-361-4
- Salander, Clara (1999). Diktat och tecknat. Simrishamn: Artograf. Libris 7757347. ISBN 91-86360-35-3
- Blomqvist, Anita; Salander Clara, Robbins Jan (2007). Hur Umeå blev björkarnas stad: fången, musen och branden = How Umeå became the town of the birches : the prisoner, the mouse and the fire. Umeå: förf. Libris 10570048. ISBN 9789163310683

## Mer läsning
- Samuelsson, Johannes (2020). Robertsforsgruppen. [Umeå]: [Johannes Samuelsson]. Libris n1b5v5q2lmbtt49k. ISBN 9789151907833